# Makareus (syn Heliosa)
Makareus także Makar (gr. Μακαρεύς) − w mitologii greckiej jeden z Heliadów, syn boga Heliosa i nimfy Rode, wnuk Posejdona. Jego imię oznacza „szczęśliwy”. Podobnie jak bracia był astrologiem, razem z nimi zabił Tenagesa, który był z nich najmądrzejszy. Potem odpłynął z Rodos na wyspę Lesbos, gdzie został królem i przejął wiele sąsiednich wysp. 
Miał wiele córek i synów, jedna z nich, Mithymna poślubiła Lesbosa, syna Lapitesa i wnuka Ajolosa. Od jej imienia zostało nazwane jedno z miast, Mithymna  na  wyspie Lesbos. Istnieje też wersja, według której poślubiła Lepetymnusa, eponima góry na Lesbos i miała z nim dwóch synów, Hicetaona i Hipsipylusaa, którzy zostali zabici przez Achillesa podczas obrony miasta Mithymna. 
Pozostałe córki Makareusa także zostały eponimami miast na Lesbos: Mitylena, Agamede, Antissa i Arisbe, wszystkie eponimy miast w Lesbos. Synom powierzył władzę w koloniach, które założył na sąsiednich wyspach: Kydrolaos został wysłany na Samos, Neandros do Kos, Leukippos na Rodos, a nienazwany syn na Chios. Jeszcze inny syn Makareusa, Eresos, również nadał swoje imię miastu na Lesbos.

## W kulturze
- Diodor Sycylijski, Biblioteka historyczna
- Strabon, Geografia
- Stefanos z Bizancjum, Ethnika
- Parthenios z Nicei, Erotiká pathémata